# کاینیت
کاینیت (به انگلیسی: Kainite) با فرمول شیمیایی KMg[Cl - SO4].3H2O از مجموعه کانی هاست و  قابل حل در آب - از کانیهای شبیه آن کارنالیت است. از کلمه یونانی Kainos به معنای جدید، تازه و نو گرفته شده‌است.  قابل حل در آب. K:۱۵٫۷۰٪  MgO:۱۶٫۱۹٪  SO۳:۳۲٫۱۶٪  Cl:۱۴٫۲۴٪  H2O:۲۱٫۷۱٪  برای اولین بار در آلمان شرقی کشف شد و از نظر شکل بلور: تابولار - پسودورمبوئدر، رنگ: سفید -زرد - خاکستری - قرمز، شفافیت: نیمه شفاف، جلا: شیشه ای، رخ: خوب، سیستم تبلور: مونوکلینیک و در رده‌بندی سولفات است  و منشأ تشکیل آن رسوبی است.
همایند کانی‌شناسی (پارانژ) آن کارنالیت- سیلوین- کارنالیت- هالیت است
، از نظر ژیزمان  بلوری - اگرگات دانه‌ای فراوان ; آلمان غربی، اطریش، URSS، آمریکا یافت می‌شود.